# Litoporus dimona
Litoporus dimona är en spindelart som beskrevs av Huber 2000. Litoporus dimona ingår i släktet Litoporus och familjen dallerspindlar. Inga underarter finns listade i Catalogue of Life.